# Safe (EP)
Safe es el segundo EP de Kittie, una banda canadiense de metalcore de London, compuesta solo por mujeres. Fue lanzado en 2002. Está dedicado «a la memoria de Dave Williams».

## Lista de canciones
| N.º | Título                           | Escritor(es) | Duración |  |
| 1.  | «Safe» (KMFDM Inc. Remix)        | Kittie       | 4:01     |  |
| 2.  | «Safe» (edición para radio)      | Kittie       | 3:47     |  |
| 3.  | «No Name» (en vivo)              | Kittie       | 1:19     |  |
| 4.  | «Severed» (en vivo)              | Kittie       | 3:21     |  |
| 5.  | «What I Always Wanted» (en vivo) | Kittie       | 3:10     |  |
| 6.  | «In Winter» (en vivo)            | Kittie       | 5:06     |  |
| 7.  | «Pain» (en vivo)                 | Kittie       | 4:52     |  |